# Hanafuda

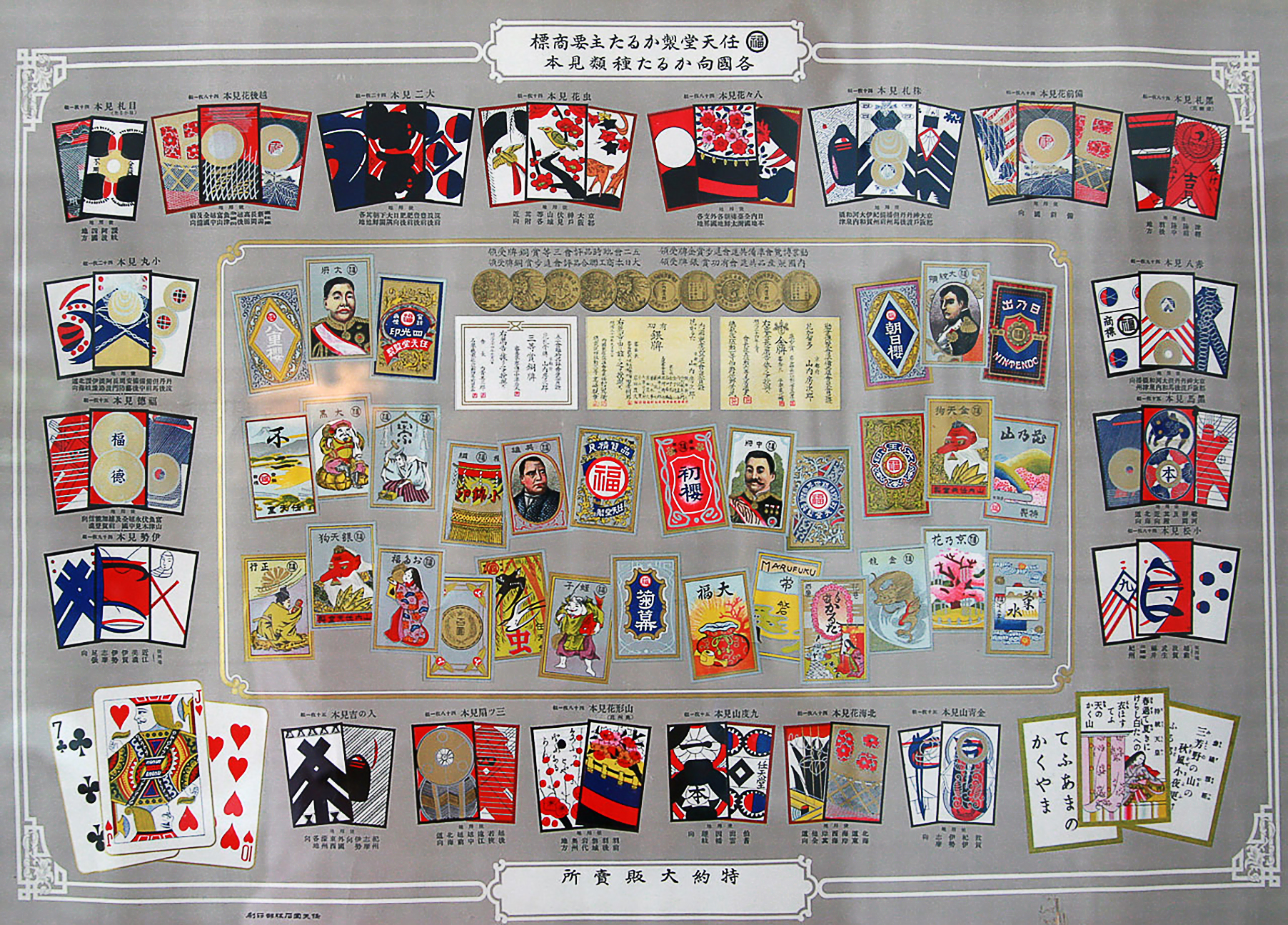
Nintendo-Spielkarten

Hanafuda (japanisch 花札, dt. „Blumenkarten“) sind japanische Spielkarten (Karuta) mit Blumenmotiven. Die Karten sind etwas dicker als die Karten europäischer Kartenspiele.
Verwendet werden diese Karten vorwiegend in Japan, Korea, Palau und auf Hawaii.
Ähnlich den in Europa üblichen Rommé-Karten kann man mit Hanafuda unterschiedliche Variationen spielen. Besonders beliebt sind Koi-Koi, Hachi-Hachi und Kabu.
Nintendo begann im Jahr 1889 solche Spielkarten zu produzieren.

## Karten
Ein Hanafuda-Kartensatz besteht aus 48 Karten, welche in die 12 Monate des Jahres unterteilt werden.
Jeder Monat wird dabei von einer anderen Blume symbolisiert.
Für jeden Monat sind vier verschiedene Blumenkarten mit unterschiedlichen Werten im Spiel.
Ein typischer Monat besteht aus zwei Blumenmotiven (1 Punkt), einer Schleifenkarte (5 Punkte), und einer Erde- (10 Punkte) oder Lichtkarte (20 Punkte).
| Monat     | Blume                | Karten | Bilder |
| --------- | -------------------- | --- | ------ |
| Januar    | Matsu (Kiefer)       | 2 Normal (1 Punkt), 1 Gedicht Schleife (5 Punkte) und 1 Licht: Kranich mit Sonne (20 Punkte)                                          |        |
| Februar   | Ume (Pflaume)        | 2 Normal (1 Punkt), 1 Gedicht Schleife (5 Punkte) und 1 Erde: Nachtigall im Pflaumenbaum (10 Punkte)                                  |        |
| März      | Sakura (Kirschblüte) | 2 Normal (1 Punkt), 1 Gedicht Schleife (5 Punkte) und 1 Licht: Picknickdecke und Kirschblüten (20 Punkte)                             |        |
| April     | Fuji (Glyzinie)      | 2 Normal (1 Punkt), 1 rote Schleife (5 Punkte) und 1 Erde: Kuckuck im Baum (10 Punkte)                                                |        |
| Mai       | Shōbu (Iris)         | 2 Normal (1 Punkt), 1 rote Schleife (5 Punkte) und 1 Erde: Iris mit Brücke (10 Punkte)                                                |        |
| Juni      | Botan (Pfingstrose)  | 2 Normal (1 Punkt), 1 blaue Schleife (5 Punkte) und 1 Erde: Schmetterling (10 Punkte)                                                 |        |
| Juli      | Hagi (Hagi-Strauch)  | 2 Normal (1 Punkt), 1 rote Schleife (5 Punkte) und 1 Erde: Eber (10 Punkte)                                                           |        |
| August    | Susuki (Chinaschilf) | 2 Normal (1 Punkt), 1 Erde: fliegende Gänse (10 Punkte), 1 Licht: Vollmond (20 Punkte)                                                |        |
| September | Kiku (Chrysantheme)  | 2 Normal (1 Punkt), 1 blaue Schleife (5 Punkte) und 1 Erde: Sake-Schale (10 Punkte)                                                   |        |
| Oktober   | Momiji (Ahorn)       | 2 Normal (1 Punkt), 1 blaue Schleife (5 Punkte) und 1 Erde: Hirsch (10 Punkte)                                                        |        |
| November  | Yanagi (Weide)       | 1 Gewitter (1 Punkt), 1 rote Schleife (5 Punkte), 1 Erde: Schwalbe (10 Punkte), 1 Licht: Ono no Michikaze mit Regenschirm (20 Punkte) |        |
| Dezember  | Kiri (Paulownie)     | 3 Normal (1 Punkt, eine Karte ist üblicherweise anders gefärbt), 1 Licht: chinesischer Phoenix (20 Punkte)                            |        |

## Koi-Koi
Koi-Koi ist eine der beliebtesten und einfachsten Spielvariationen für Hanafuda-Karten.
Das folgende Beispiel erklärt den Spielablauf für drei Spieler:
Zu Beginn werden acht Karten offen auf den Tisch gelegt, jeder Spieler bekommt sieben Karten und der Rest wird verdeckt als Stapel bereitgelegt. Der erste Spieler legt, wenn möglich, aus seiner Hand eine passende Karte (gleicher Monat) offen. Er darf seine Karte und die bereits offene Karte aufnehmen. Anschließend deckt er aus dem verdeckten Stapel eine Karte auf. Passt diese Karte zu einer bereits offenen Karte, so darf er beide Karten aufnehmen. Passt diese Karte nicht, so wird die neue Karte zu den anderen offenen Karten gelegt.
Anschließend ist der nächste Spieler am Zug.
Das Spiel endet, wenn keine Karten mehr aufgenommen werden können. Zum Schluss werden die Punkte der einzelnen Spieler gezählt.

## Hachi-Hachi
Hachi-Hachi (8-8) ist neben Koi-Koi das beliebteste Spiel mit Hanafuda-Karten. Es weist Ähnlichkeiten zu Poker auf.